# آدوبون (هندرسون)
آدوبون (به انگلیسی: Audubon) یک منطقهٔ مسکونی در ایالات متحده آمریکا است که در هندرسن، کنتاکی واقع شده است. اغلب "ساوت ساید نامیده می‌شود. مرزهای آن از خیابان لوب به سوی غرب، خیابان عید به سمت جنوب، خیابان پرگل تا شرق، خیابان میل به جنوب، خیابان مدیسون به شمال غربی، خیابان آلواسیا جنوبی به شمال، خیابان پاول به شرق، خیابان میدو به جنوب، خیابان خلیج به شرق، و خیابان آتکینسون به جنوب، که به جنب خیابان لوب وصل می‌شود. تحصیل در کالج آدوبون یک ویژگی برجسته این محله است.